# Costa dos Escravos
A Costa dos Escravos era o nome das áreas costeiras dos atuais Benim, Togo e Nigéria ocidental, na África Ocidental, entre os séculos XV e XIX.

## História
No período pré-colonial europeu, foi uma das regiões mais densamente povoadas do continente africano. Tornou-se um dos mais importantes centros de exportação do comércio atlântico de escravos de 1450 a 1600.

## Outras costas africanas
Outras regiões do oeste da África que foram nomeadas segundo seu principal item de exportação colonial são a Costa do Ouro (Gana nos dias atuais), Costa da Pimenta (Libéria) e Costa do Marfim.

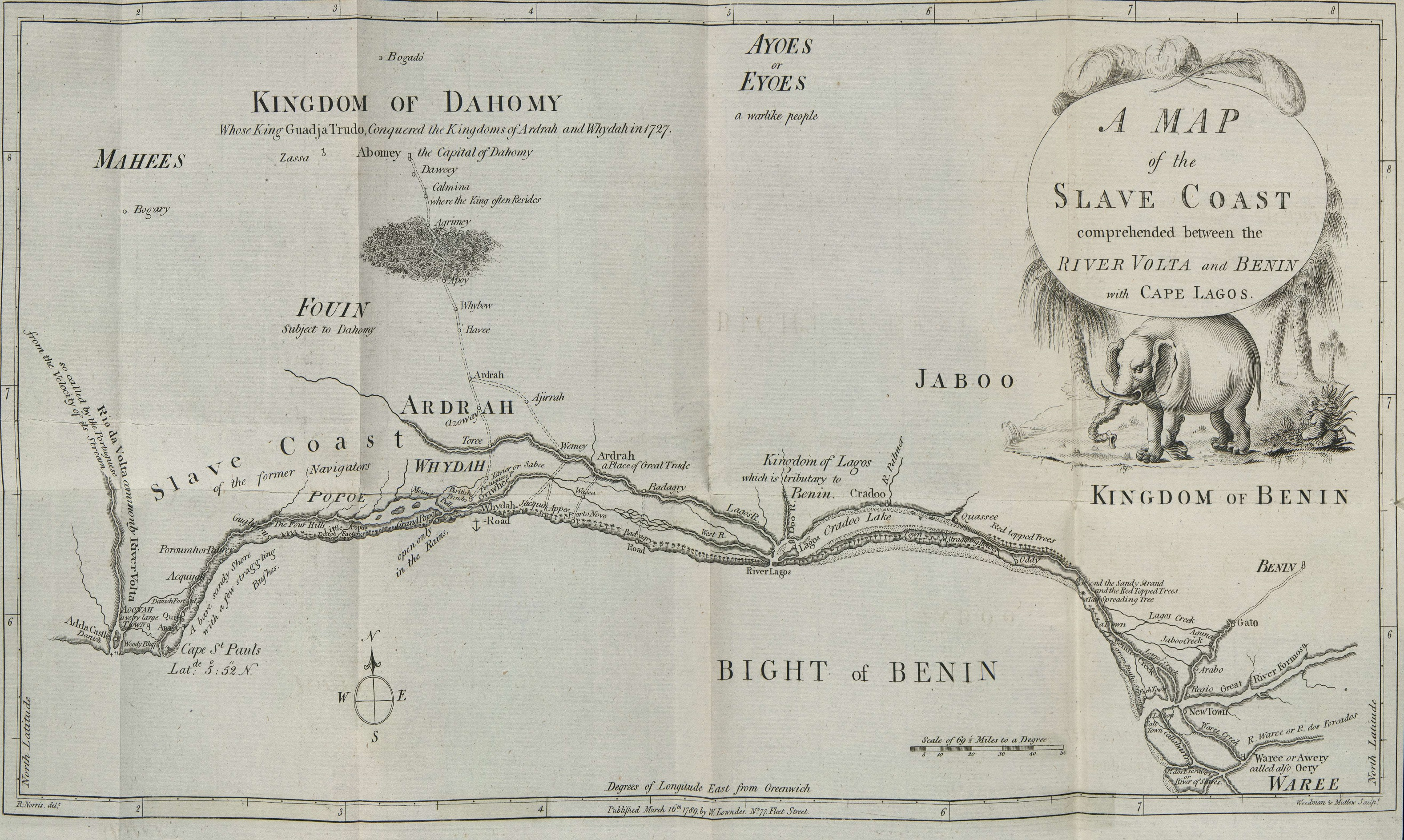
Mapa de 1789 mostrando a Costa dos Escravos (entre o rio Volta e o império do Benim)